# Holdorf (Bassa Sassonia)
Holdorf è un comune di 7 455 abitanti della Bassa Sassonia, in Germania.
Appartiene al circondario (Landkreis) di Vechta (targa VEC).